# Tibiran-Jaunac
Tibiran-Jaunac é uma comuna francesa na região administrativa de Occitânia, no departamento dos Altos Pirenéus. Estende-se por uma área de 6,38 km². Em 2010 a comuna tinha 321 habitantes (densidade: 50,3 hab./km²).